# Тимошино (Бабаевский район)
Тимо́шино — деревня в Бабаевском районе Вологодской области. Административный центр Вепсского национального сельского поселения.
С точки зрения административно-территориального деления — центр Тимошинского сельсовета.
Расположена на берегах реки Кьярда. Расстояние по автодороге до районного центра Бабаево — 90 км. Ближайшие населённые пункты — Мамаево, Новинка, Новосерково.
По переписи 2002 года население — 330 человек (157 мужчин, 173 женщины). Преобладающая национальность — русские (97 %).